# Canon EOS 400D
Die Canon EOS 400D (in Japan EOS Kiss Digital X, in Nordamerika EOS Rebel XTi) ist eine digitale Spiegelreflex-Kamera des japanischen Herstellers Canon, die 2006 in den Markt eingeführt wurde. Sie wird inzwischen nicht mehr produziert.

## Technische Merkmale
Die Kamera besitzt einen 10,1-Megapixel-Sensor (3888 × 2592 Pixel) der Größe 22,2 mm × 14,8 mm. Es sind kontinuierliche Aufnahmen von bis zu 27 JPEG- bzw. 10 RAW-Bildern bei maximaler Auflösung möglich. Ein integrierter Mechanismus zur Staubentfernung schüttelt den Low-Pass-Filter vor dem Bildsensor beim Ein- und Ausschalten der Kamera, um Staubpartikel zu entfernen. Zum Staubschutz wurde ferner eine anti-statische Beschichtung auf dem Filter aufgebracht.
Das 2,5"-TFT-Display besitzt eine Auflösung von 230.000 Pixeln. Hier werden die Kameraeinstellungen, das Menü und fertige Aufnahmen angezeigt. Es schaltet sich bei Benutzung des Suchers automatisch ab. Ferner verfügt die Kamera über einen 9-Punkt-Autofokus und ein Histogramm für RGB-Kanäle. Der Kontrastumfang bei ISO 100 beträgt 9 Blendenstufen.

## Zubehör

### Blitzgeräte
Die Canon-eigene Belichtungssteuerung E-TTL II (s. TTL) ist mit dieser Kamera möglich. Bei aufsteckbaren Blitzgeräten ist die Kamera zu allen Canon-„EX-Speedlite“-Blitzgeräten kompatibel. Ältere Blitzgeräte mit Hochvoltzündkreis können nicht an Canon-D-Gehäusen verwendet werden.

### Objektive
Die Kamera ist zu allen Canon EF- und EF-S-Objektiven kompatibel, wobei es auch Fremdhersteller gibt.

### Batteriegriff
Zur Erweiterung der Batteriekapazität und Verbesserung der Handhabung bietet der Hersteller einen Batteriegriff an. Er verfügt über alle Tasten, die auch am Kameragehäuse mit der rechten Hand bedient werden können. Der Batteriegriff enthält entweder zwei NB-2LH-Akkus oder sechs Batterien beziehungsweise Akkus der Baugröße AA.

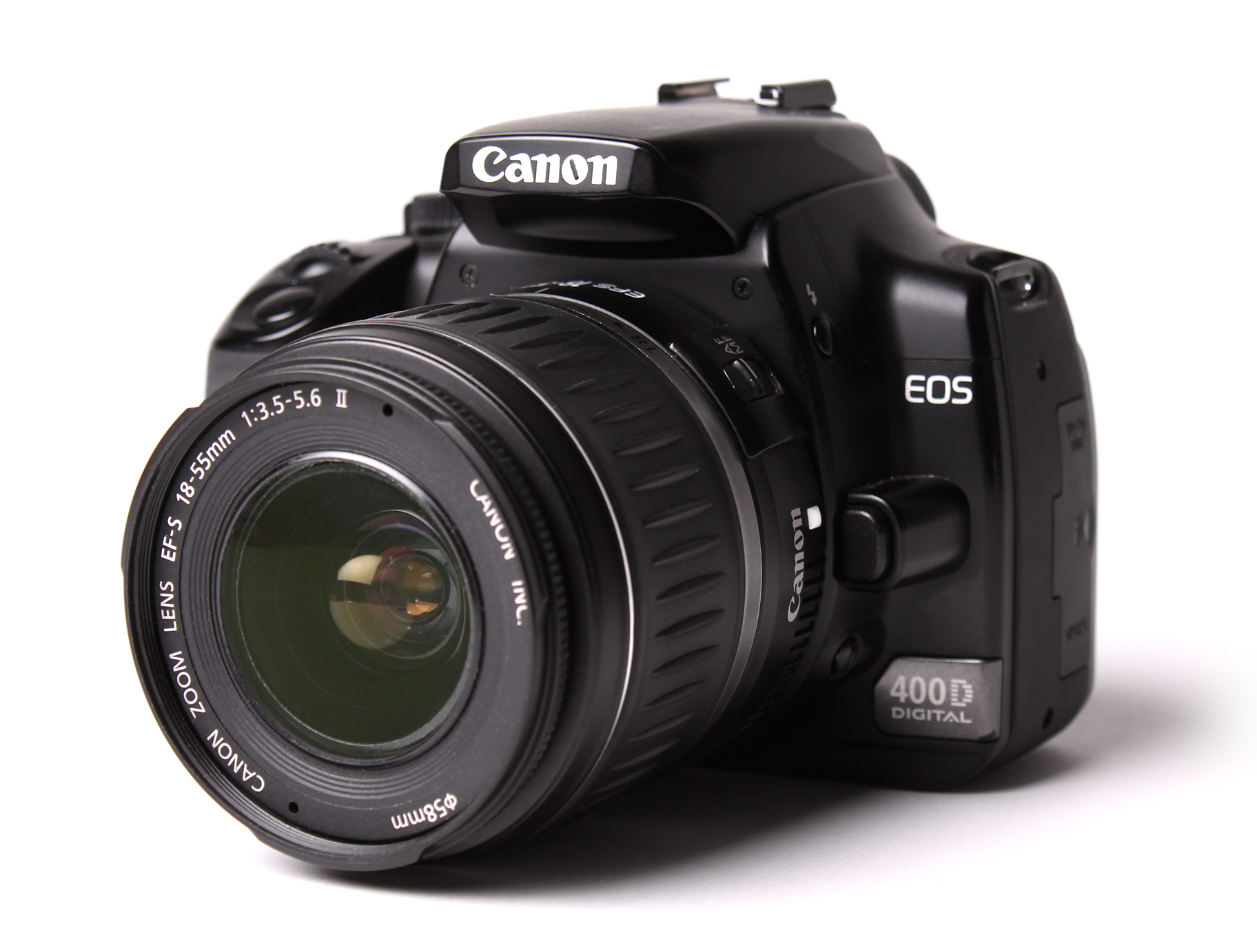
EOS 400D mit dem Kit-Objektiv EF-S 18-55mm
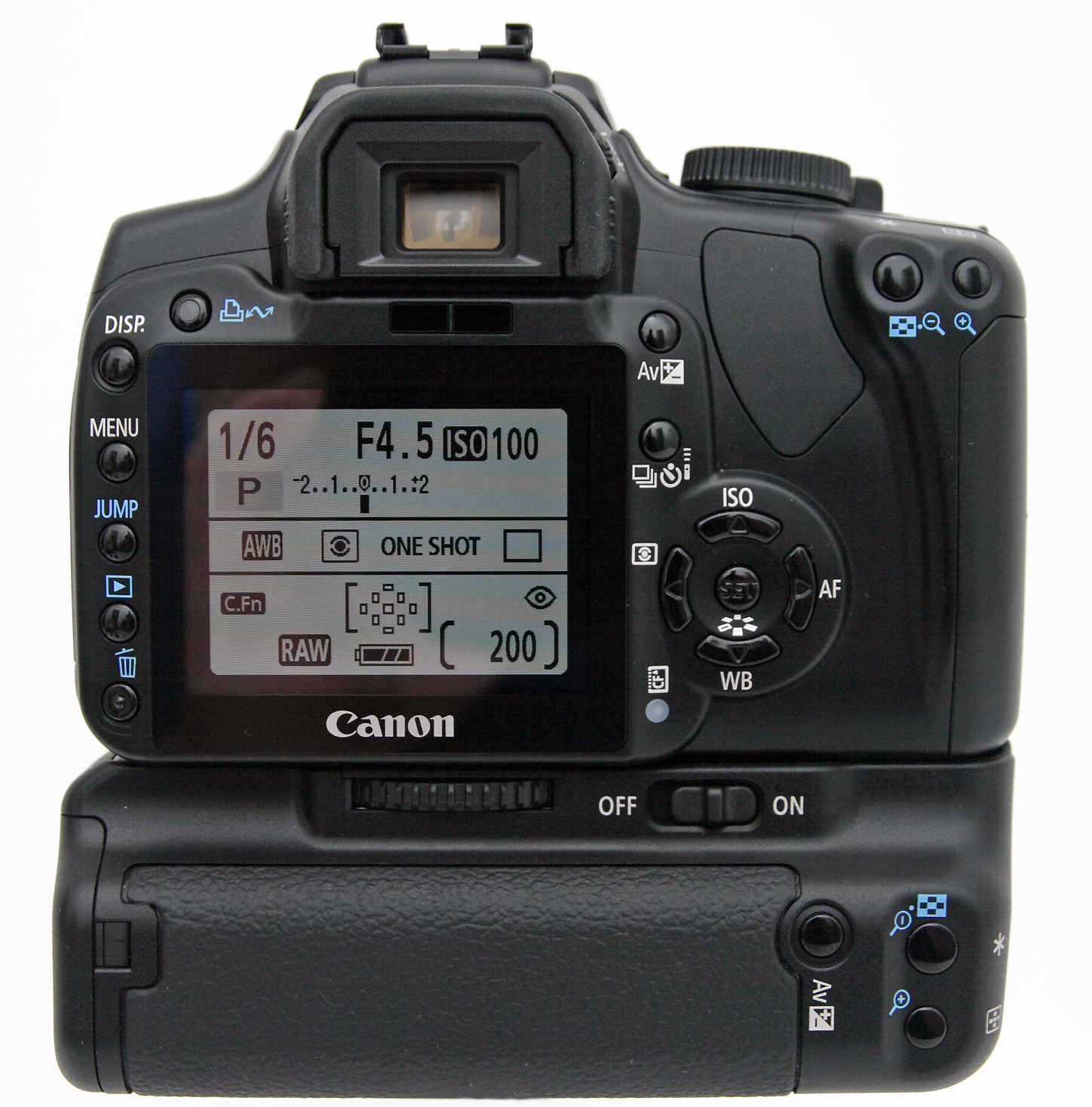
Canon EOS 400D mit Batteriegriff BG-E3, Ansicht von hinten
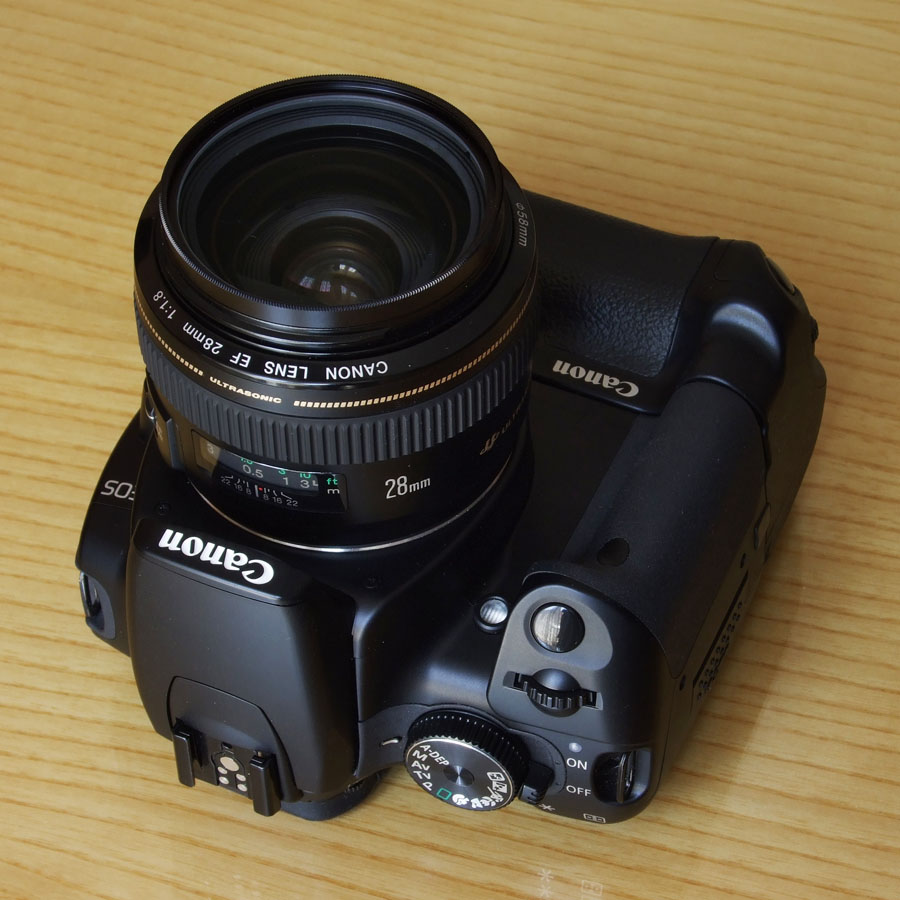
Canon EOS 400D mit Batteriegriff und einem 28-mm-f/1.8-Objektiv